# Garrett Schulte
Garrett William Schulte (* 10. Februar) ist ein US-amerikanischer Schauspieler.

## Leben
Von 2002 bis 2013 besuchte er die Shorecrest Preparatory School. Anschließend bis 2017 lernte er Maschinenbau an der Massachusetts Institute of Technology. Nach seinem dortigen Abschluss schloss er sich der University of California, San Diego an, die er 2020 mit dem Master of Fine Arts in Schauspiel verließ. Neben seiner Muttersprache Englisch hat er gute Kenntnisse in Spanisch und Grundkenntnisse in Deutsch und Russisch.
2016 gab Schulte sein Filmdebüt als Nebendarsteller im Film Waiting on Mary. Zwei Jahre später folgte die Rolle des Ezra in der Komödie Young Harper. Der Film wurde unter anderen am 31. August 2019 auf dem Creation International Film Festival gezeigt. 2021 stellte er im Tierhorrorfilm Megaboa – 20 Meter, die fressen wollen die Rolle des Adam dar, der im Laufe des Films gefressen wird.

## Filmografie (Auswahl)
- 2016: Waiting on Mary
- 2019: Young Harper
- 2021: Megaboa – 20 Meter, die fressen wollen (Megaboa)

## Theater (Auswahl)
- Coast Starlight
- How to Defend Yourself, UCSD
- Arabesque No. 1, SheLA Festival
- Balm in Gilead, UCSD
- Life is a Dream, UCSD